# Азиатские калао
Азиатские калао (лат. Aceros) — род птиц семейства птиц-носорогов.

## Ареал и образ жизни
Обитают в странах Юго-Восточной Азии, а также в Бутане, на северо-востоке Индии, юго-востоке Тибета и на юге Китая (южный Юньнань). 
Образ жизни Азиатских калао сходен с образом жизни других представителей семейства птиц-носорогов. Живут в верхних ярусах влажных тропических лесов. Гнездятся в дуплах деревьев. Питаются в основном плодами.

## Описание
Крупные птицы, имеющие типичное для всех представителей данного семейства утолщение у основания надклювья. Клюв, а также оперение шеи и лицевой части головы, как правило, имеет яркую окраску. Оперение крыльев и грудной части тела в большинстве случаев тёмного цвета. Хвостовое оперение белого цвета.

## Классификация
Международный союз орнитологов относит к роду один вид:
- Aceros nipalensis (Hodgson, 1829) — Рыжешейная птица-носорог, или непальская птица-носорог, или непальский калао

В 2013 году на основании филогенетических исследований из рода Aceros выделен род Rhabdotorrhinus А. В. Meyer & Wiglesworth, 1895, к которому относят 4 вида:
- Rhabdotorrhinus corrugatus (Temminck, 1832) — Морщинистый калао
- Rhabdotorrhinus exarhatus (Temminck, 1823) — Калао-пенелопидес Темминка[5]
- Rhabdotorrhinus leucocephalus (Vieillot, 1816) — Минданаоский морщинистый калао
- Rhabdotorrhinus waldeni (Sharpe, 1877) — Рыжеголовая птица-носорог